# Jessica Bangkok
Jessica Bangkok, née le 19 décembre 1980 à Oakland, est une actrice pornographique américaine.

## Biographie
Bien que son nom de scène suggère qu'elle est Thailandaise, elle a précisé que son père est originaire des Philippines et sa mère de Guam. Elle a été en couple pendant 5 ans avec l'actrice pornographique Alyssa Reece.

## Filmographie sélective
- 2007 : First Time Asian Amateurs
- 2008 : Latin Sushi Fiesta
- 2008 : Pussy Playhouse 19
- 2009 : Women Seeking Women 57
- 2009 : Lesbian Nation
- 2009 : Girls Kissing Girls 2
- 2010 : Women Seeking Women 59
- 2010 : Girls Kissing Girls 4
- 2011 : Women Seeking Women 74
- 2011 : Molly's Life 12
- 2011 : Interracial Lesbian Tryouts
- 2012 : Karlie Montana's Finding The L In Love
- 2012 : She Loves My Big Breasts
- 2013 : Housewife 1 on 1 27
- 2013 : Mama's Got Big Boobies
- 2013 : Women Seeking Women 98
- 2014 : Women Seeking Women 109
- 2014 : Girls Love Girls 2
- 2014 : Asian Ecstasy
- 2015 : Candy Lickers
- 2015 : Lesbian Love Stories 6: Infidelity
- 2016 : I Dream Of Pussy
- 2016 : Sleepover Sluts
- 2017 : Big Ass Babes 6 (compilation)
- 2017 : Julia Ann and Her Girlfriends (compilation)
- 2018 : Filthy Asian Babes 2 (compilation)

## Distinctions
- 2011 AVN Award nominee – Best Group Sex Scene – Bonny & Clide[2]
- 2011 AVN Award nominee - Unsung Starlet of the Year
- 2011 Urban X Award nominee - Best Girl/Girl Sex Scene - Asian Eyes (avec Taylor Vixen)
- 2010 Urban X Award nominee - Best Couple Sex Scene - The Brothel Life (avec Roc the Icon)[3]
- 2010 Urban X Award nominee - Female Performer of the Year
- 2009 AVN Award nominee - Unsung Starlet of the Year